# Кориолан (драма)
„Кориолан“ (енгл. Coriolanus) је трагедија Вилијама Шекспира за коју се верује да је написана у периоду између 1605. и 1608. Комад је заснован на животу легендарног римског војсковође, Гаја Марција Кориолана. Шекспир је радио на драми током истих година када је написао Антонија и Клеопатру, што их је учинило његовим последњим двема трагедијама.
Кориолан је име дато римском генералу по његовим војним подвизима против Волшана код Кориолија. Након свог успеха, тражи да буде конзул, али његов презир према плебејцима и међусобно непријатељство са трибунима доводе до његовог протеривања из Рима. У изгнанству се представља Волшанима, затим их води против Рима. Након што је попустио и пристао на мир са Римом, убили су га његови претходни савезници Волшани.

## Ликови
Римљани
- Гај Марције Кориолан
- Агрипа Мененије Ланат  – римски сенатор
- Постумус Коминиус Аурункус – римски конзул и главнокомандујући у војсци
- Тит Ларције – римски генерал
- Волумнија – Кориоланова мајка (историјски, Ветурија)
- Виргилија – Кориоланова жена
- Млади Марције – Кориоланов син
- Валерија – чедна дама Рима и пријатељица Кориоланове породице
- Луције Сициније Велут – трибун
- Тиберије Јуније Брут – трибун
- римски грађани
- римски војници
- римски гласник
- римски сенатори

Волшани
- Тулус Ауфидије – генерал војске Волшана
- Ауфидијев поручник
- Ауфидијеви служитељи
- Завереници са Ауфидијем
- Адријан – волшански шпијун
- Никанор – римски издајник
- волшански лордови
- волшански грађани
- волшански војници

Остали
- даме
- службеници
- волшански сенатори и племићи
- римски капетани
- официри
- гласници
- ликтори
- градски службеници

## Радња
Представа почиње у Риму убрзо након протеривања Тарквинијевих краљева. У току су нереди након што су залихе жита ускраћене обичним грађанима. Изгредници су посебно љути на Гаја Марција, бриљантног римског војсковођу кога окривљују за губитак жита. Побуњеници наилазе на патриција по имену Мененије Агрипа, као и на самог Гаја Марција. Мененије покушава да смири изгреднике, док је Марције отворено презрив, и каже да плебејци нису достојни жита јер не служе војску. Двојица римских трибуна, Брут и Сициније, приватно денунцирају Марција. Марције напушта Рим након што су стигле вести да је волшанска војска на терену.
Командант волшанске војске, Тулус Ауфидије, борио се са Марцијем у неколико наврата и сматра га крвним непријатељем. Римском војском командује Коминије, са Марцијем као замеником. Док Коминије води своје војнике у сусрет Ауфидијевој војсци, Марције предводи скупину против волшанског града Кориолија. Опсада Кориолија је у почетку била неуспешна, али Римљани су је освојили када је Марције успео да насилно отвори капије града. Иако је исцрпљен борбама, Марције брзо маршира како би се придружио Коминију и борио се са другим волшанским снагама. Марције и Ауфидије сусрећу се у борби, борећи се све док их Ауфидијеви војници не раздвоје.
У знак признања за његову велику храброст, Коминије даје Гају Марцију агномен, или „званични надимак“, Кориолан. Када се врате у Рим, Кориоланова мајка Волумнија подстиче свог сина да се кандидује за конзула. Кориолан оклева да то уради, али се повинује мајчиној жељи. Без напора добија подршку римског сената, а чини се да је у почетку освојио и плебејце. Међутим, Брут и Сициније планирају да поразе Кориолана и подстакну још једну плебејску побуну у супротности са његовим планом да постане конзул. Суочен са овим противљењем, Кориолан се разбеснео и успротивио концепту народне владавине - демократије. Он упоређује допуштање плебејцима да имају власт над патрицијама са „вранама које кљуцају орлове“. Два трибуна осуђују Кориолана као издајника због његових речи и налажу да буде прогнан. Кориолан узвраћа да је он тај који протерује Рим из свог присуства.
Након изгнанства из Рима, Кориолан се пробија у волшанску престоницу Антијум и тражи помоћ од Ауфидија да се освети Риму што га је протерао. Потакнути његовом невољом и почаствовани да се боре заједно са великим генералом, Ауфидије и његови претпостављени грле Кориолана, дозвољавајући му да предводи нови напад на Рим.
Рим, у паници, очајнички покушава да убеди Кориолана да прекине свој крсташки рат ради освете, али и Коминије и Мененије не успевају. Коначно, Волумнија је послата да сретне свог сина, заједно са Кориолановом женом Виргилијом и њиховим дететом, и чедном господицом Валеријом. Волумнија успева да одврати свог сина од уништења Рима, позивајући га уместо тога да опере своје име помирењем Волшана са Римљанима и стварањем мира.
Кориолан закључује мировни уговор између Волшана и Римљана. Када се врати у престоницу Волшана, завереници, које је организовао Ауфидије, убијају га због издаје.

## Датум и текст
Већина научника датира Кориолана у период 1605–1610, при чему се 1608–1609. сматра највероватнијим, иако доступни докази не дозвољавају велику сигурност.
Теме драме о народном незадовољству владом научници су повезивали са Мидленд револтом, серијом сељачких нереда 1607. године који су утицали на Шекспира као власника земље у Стратфорду на Ејвону; и дебате око повеље за лондонски Сити, којих је Шекспир био свестан, јер је утицала на правни статус области око Блекфрајерс театра. Немире у Мидландсу изазвала је глад због ограђивања заједничке земље.
Комад је први пут објављен у Првом фолију из 1623. године. Елементи текста, као што су неуобичајено детаљна сценска упутства, наводе неке Шекспирове научнике да верују да је текст припремљен из позоришне књиге.

## Анализа и критика
А.К. Бредли је описао ову представу као „изграђену у великим размерама“, попут Краља Лира и Магбета, али се на посебан начин разликује од та два ремек дела. Ратник Кориолан је можда најнепрозирнији односно најнеразумљивији од Шекспирових трагичних хероја, који ретко застаје да би монологизовао или открио мотиве своје поносне изолације од римског друштва. На овај начин, он је мање сличан Шекспировим јунацима/хероинама као што су Магбет, Хамлет, Лир и Клеопатра, а више личи на фигуре из античке класичне књижевности као што су Ахил, Одисеј и Енеја. Читаоци и глумци често су га сматрали несимпатичним ликом, јер је његов заједљив понос понекад чудно, готово деликатно уравнотежен невољношћу да га сународници хвале и неспремношћу да експлоатише и клевета ради политичке добити. Његова несклоност да буде хваљен може се посматрати као израз његовог поноса; све до чега му је стало је сопствена слика о себи, док прихватање похвале може значити да на његову вредност утиче мишљење других о њему. Представа се ређе изводи од других трагедија каснијег периода и не сматра се тако универзално великом. (Бредли је, на пример, одбио да га уврсти међу своју познату четворку у значајном критичком делу Шекспирова трагедија.) У својој књизи Шекспиров језик, Френк Кермод је описао Кориолана као „вероватно најжешће и најгенијалније планирану и изражену од свих трагедија“.
Т.С. Елиот је прогласио Кориолана супериорнијим од Хамлета у Светој шуми, у којој он ову драму, заједно са Антонијем и Клеопатром, назива Бардовим највећим трагичним достигнућем.
Кориолан се одликује по томе што је међу ретким Шекспировим комадима забрањеним у демократији у модерно доба. Кратко је био потиснут у Француској касних тридесетих година прошлог века због употребе од стране фашистичког елемента, а Славој Жижек је забележио његову забрану у послератној Немачкој због њеног интензивног милитаризма.

## Историја извођења
Као и неке друге Шекспирове драме (Све је добро што се добро сврши; Антоније и Клеопатра; Тимон Атински), не постоји забележено извођење Кориолана пре Рестаурације. После 1660. године, међутим, његове теме су га учиниле природним избором за време политичких превирања. Прва позната представа била је адаптација Нахума Тејта из 1682. у Друри Лејну.
Лоренс Оливије је први пут играо улогу у Олд Вику 1937. и поново у Шекспировом меморијалном позоришту 1959. године. У тој продукцији извео је Кориоланову сцену смрти тако што је пао уназад са високе платформе и био обешен наопачке без помоћи жица.
Године 1971. представа се вратила у Олд Вик у продукцији Народног позоришта са Ентони Хопкинсом у улози Кориолана.
Међу осталим глумцима у улози Кориолана су Алан Хауард, Пол Скофилд, Ијан Макелен, Ијан Ричардсон, Тоби Стивенс, Роберт Рајан, Кристофер Вокен, Морган Фриман, Колм Фиор, Рејф Фајнс и Том Хидлстон.
Године 2012. Национално позориште Велс је произвело композит Шекспировог Кориолана са Кориоланом Бертолта Брехта, у напуштеном хангару МОД Ст Атан. У режији Мајка Брукса и Мајка Пирсона, продукција је користила нечујне диско слушалице како би омогућила да се чује текст док се драматична радња кретала по великом простору. Продукција је наишла на добар пријем од стране критичара.